# Hradiště (Karlovy Vary-i járás)
Hradiště katonai körzet (vojenský  újezd) Csehországban, Karlovy Vary-i járásban. Hradiště Radonice, Valeč, Podbořanský Rohozec, Kyselka, Velichov, Verušičky, Vojkovice, Stráž nad Ohří, Stružná, Kadaň, Klášterec nad Ohří, Mašťov és Okounov településekkel határos. Lakosainak száma 0 fő (2024. január 1.)..
1953-ban hozták létre a Doupovi-hegység legnagyobb részén, 331,61 km²-es területen. A terület a csehországi németek kitelepítése után elvesztette lakosságának nagyobb részét, a kiürült településeket (köztük a korábban mintegy másfélezres Doupov városát) a földig rombolták. Csehszlovákia legnagyobb katonai gyakorlóterét hozták létre (a hasonló méretű szlovákiai Javorinával egy időben. A katonai terület ma a NATO gyakorlóterepe.
A következő települések (összesen 26) estek áldozatul a katonai körzetnek:
- Albeřice
- Bražec
- Bukovina
- Činov
- Dlouhá
- Dlouhý Luh
- Dolní Lomnice
- Donín
- Doupov
- Doupovské Mezilesí
- Javorná
- Korunní
- Lučina
- Lučiny
- Malý Hlavákov
- Martinov
- Obrovice
- Oleška
- Ořkov
- Radnice
- Radošov
- Střelnice
- Svatobor
- Tocov
- Zakšov
- Žďár

## Népesség
A település lakosságának változását az alábbi diagram mutatja:
| Lakosok száma | 12 163 | 12 162 | 12 078 | 601  | 648  |      |      |      |      |      |
|               | 1869   | 1900   | 1921   | 1961 | 1980 | 2011 | 2016 | 2019 | 2021 | 2024 |